# Quaranta Màrtirs de Sebaste
Els Quaranta Màrtirs de Sebaste o Quaranta Sants foren un grup de soldats romans, morts com a màrtirs a Sebaste l'any 320. Són venerats com a sants per totes les confessions cristianes.

## Hagiografia
Segons la tradició, eren un grup de quaranta soldats pertanyents a la Legio XII Fulminata, martiritzats per no voler abandonar la seva fe cristiana, prop de Sebaste (Anatòlia) en 320, durant les persecucions de Licini, que havien començat el 316.
La narració del martiri és transmesa per Basili el Gran, bisbe de Cesarea de Capadòcia (370–379) en una homilia pronunciada en la festivitat dels Quaranta Màrtirs: se celebrava, doncs, abans que ell fos bisbe, només uns quaranta anys després del martiri. Segons Basili, els quaranta soldats, membres de la mateixa legió, foren arrestats a Melitene per ésser cristians. Foren convidats a abjurar de la fe cristiana, però no volgueren fer-ho. Foren condemnats a ficar-se despullats en un llac glaçat proper a Sebaste, durant una nit d'hivern. Vora el llac, el prefecte disposà un bany calent per temptar-los. Només un d'ells cedí i sortí de l'aigua per escalfar-se als banys, però morí immediatament després. Davant la demostració de fortalesa dels cristians, un dels soldats que els vigilaven va voler imitar-los i, convertit al cristianisme, entrà al llac amb ells, formant així novament un grup de quaranta soldats. L'endemà al matí eren tots morts, gelats.
Els noms dels soldats varien poc segons les fonts. Són: Acaci, Eci, Alexandre, Àngias, Atanasi, Càndid (o Claudi), Ciril, Domecià, Domnus, Ecdiqui, Elies, Eunoic, Eutiqui, Flavi, Gai, Gorgoni, un altre Gorgoni, Helià, Heracli, Hesiqui, Joan, Khoudion, (Lleonci), Lisímac, Meleci, Melitó, Nicolau, Filòctimon, Prisc, Quirió, Sacerdó, Severià, Sisini, Esmaragde, Teòdul, Teòfil, Valent, Valeri, Vivià, Xàntias i el guardià, últim en incorporar-s'hi, Aglaios.

## Veneració
El culte als Quaranta Màrtirs s'estengué ràpidament per Orient, i durant l'alta edat mitjana arrela als països eslaus, com demostren els frescos d'Ocrida i Kíev, dels segles xi i xii. Hi ha nombroses capelles i esglésies dedicades als sant, com ara al mont Atos, Veliko Tarnovo (Bulgària) o la catedral armènia d'Alep (Síria).
La festivitat és el 9 de març del calendari julià, coincidint amb la quaresma, fent coincidir el nombre de quaranta amb els dies de dejuni i de màrtirs, reforçant la idea de penitència i resistència al martiri.
A Occident, el culte s'introduí aviat, amb festivitat el 9 de març. El bisbe Gaudenci de Brescia (mort el 410 o 427) va rebre cendres dels màrtirs en un viatge i les portà a Brèscia, on foren venerades. L'església de Santa Maria Antiqua del Fòrum romà, del segle v, té una capella dedicada als sants, amb frescos dels segles vi i vii que en mostren el martiri.

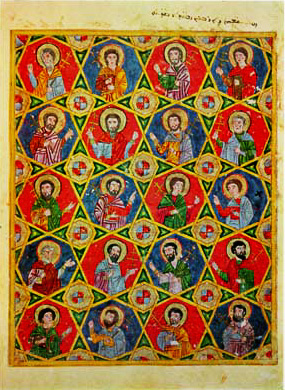
Miniatura d'un evangeliari siríac de 1220.
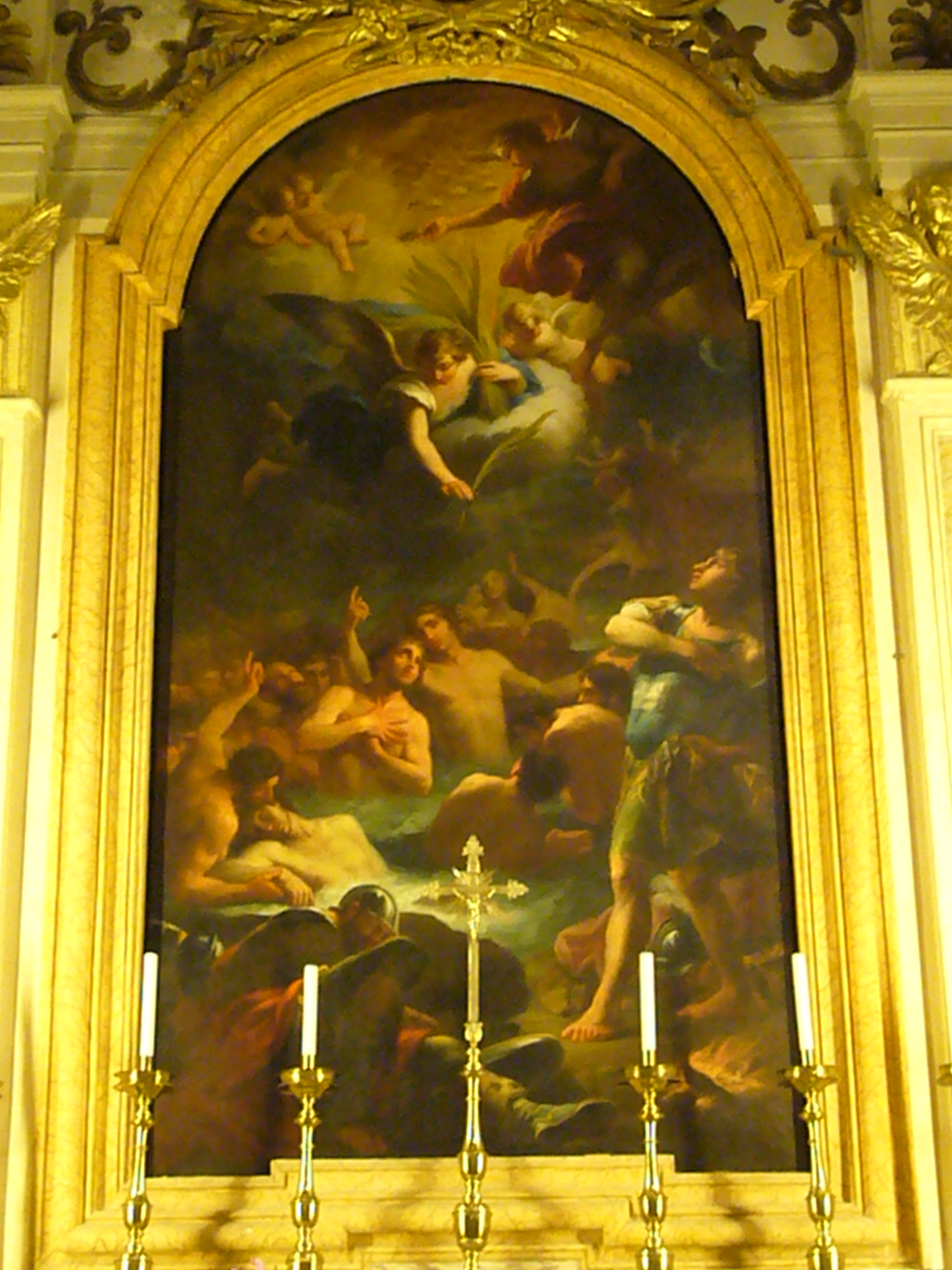
Quadre dels màrtirs, per Tosi (Roma, Quaranta Martiri e S. Pasquale Baylon, segle xvii)
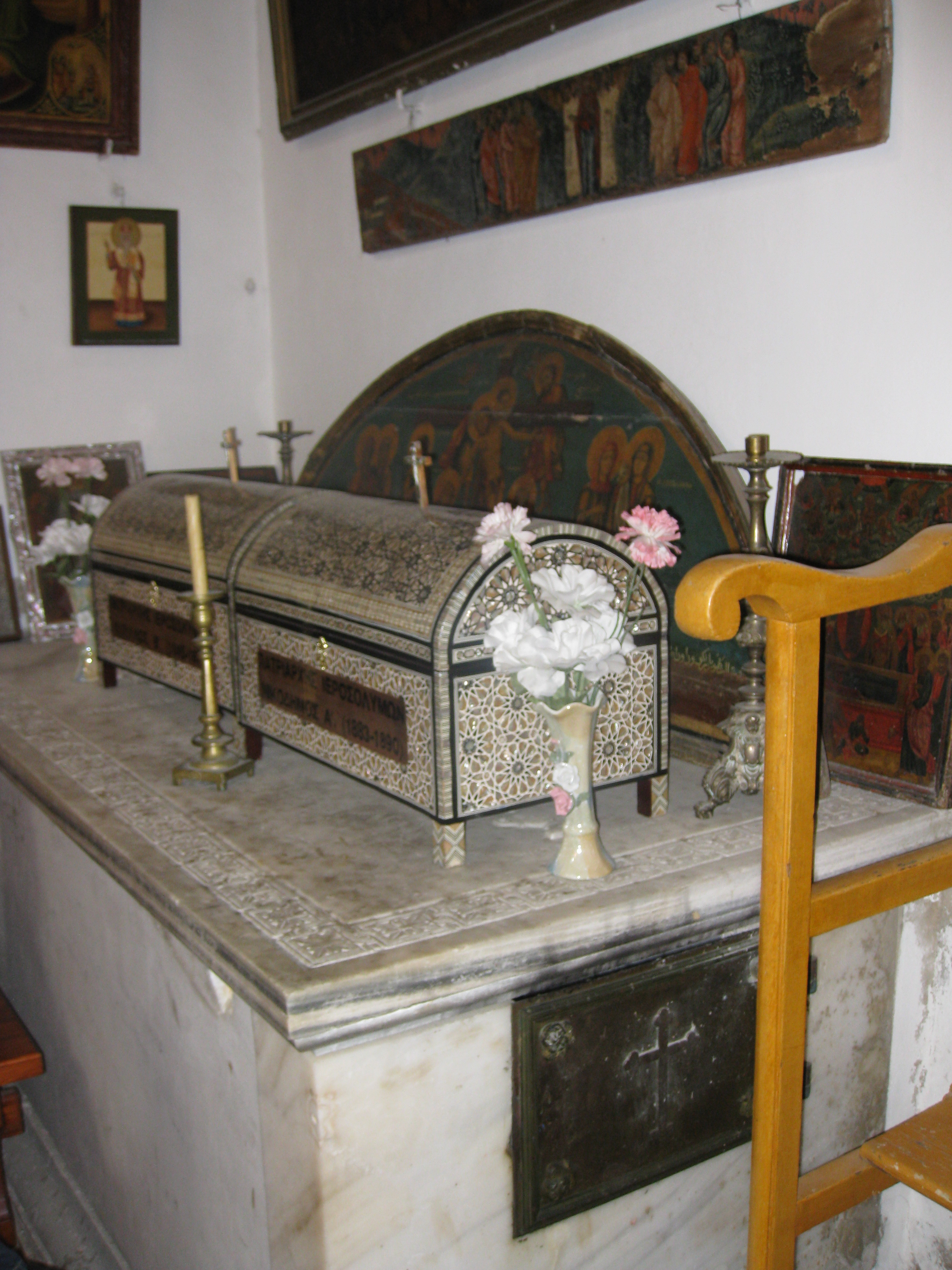
Capella dels Quaranta Màrtirs a la basílica del Sant Sepulcre de Jerusalem.
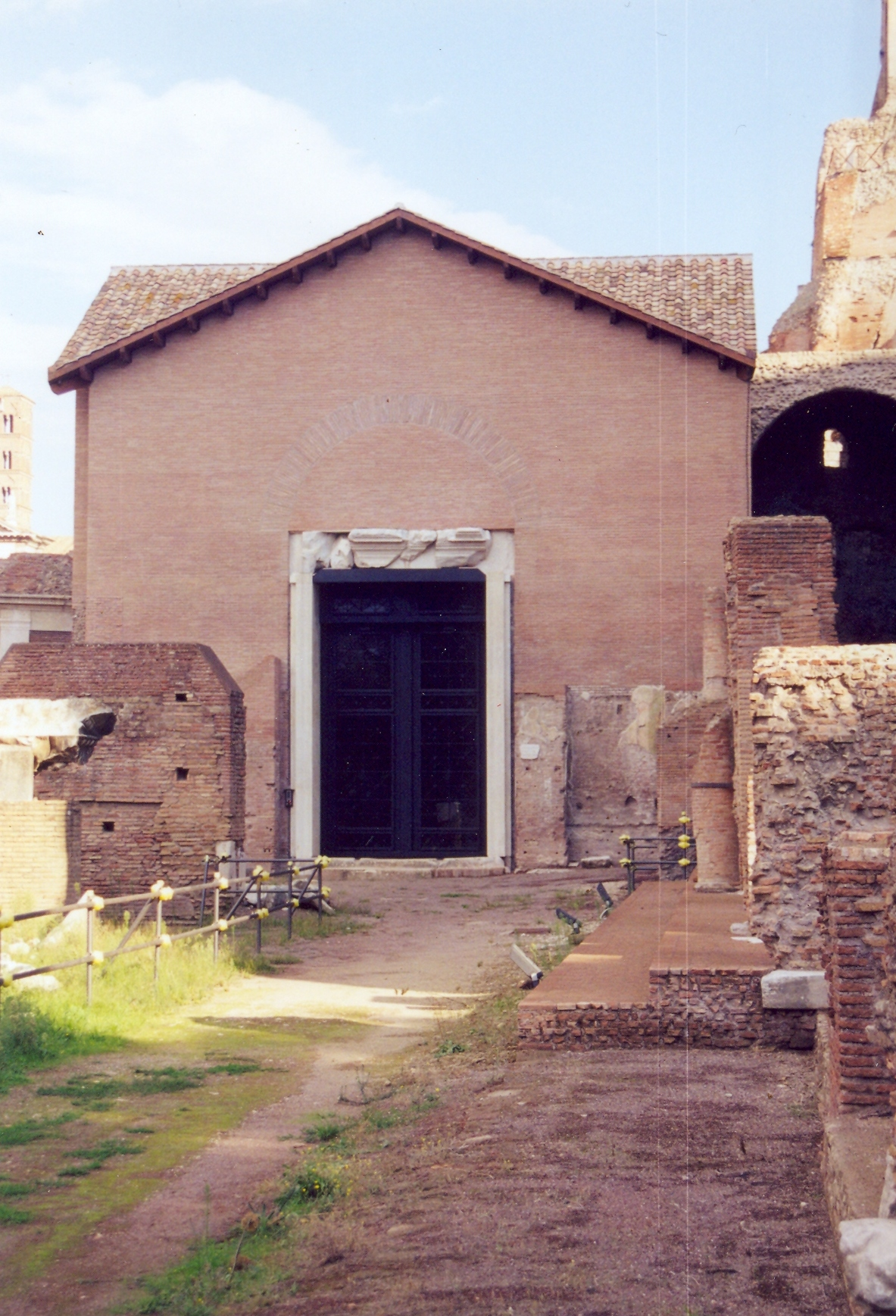
Santa Maria Antiqua, església romana dedicada als Quaranta Sants.